# Cryptopone testacea
Cryptopone testacea är en myrart som beskrevs av Carlo Emery 1893. Cryptopone testacea ingår i släktet Cryptopone och familjen myror. Inga underarter finns listade i Catalogue of Life.

## Bildgalleri

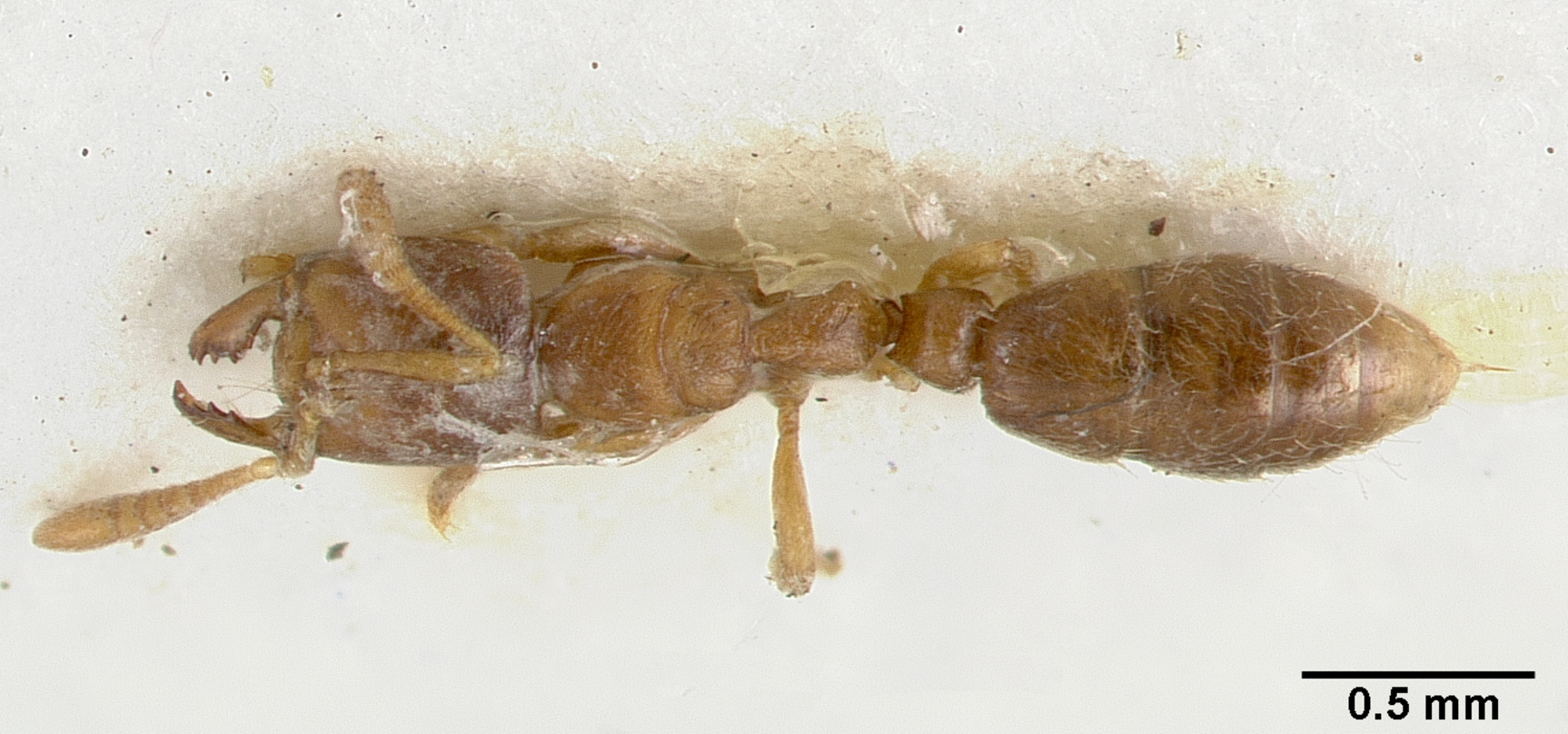
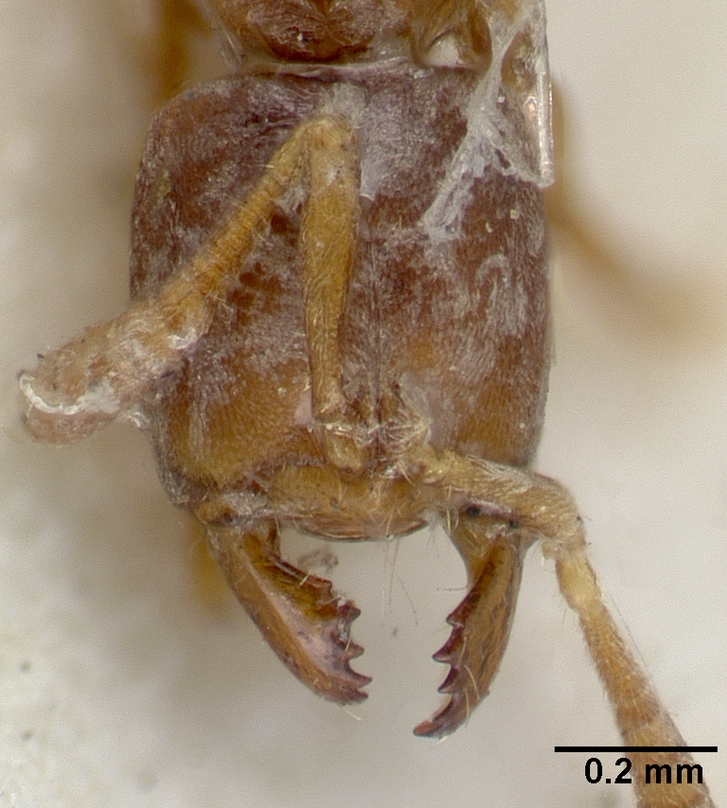
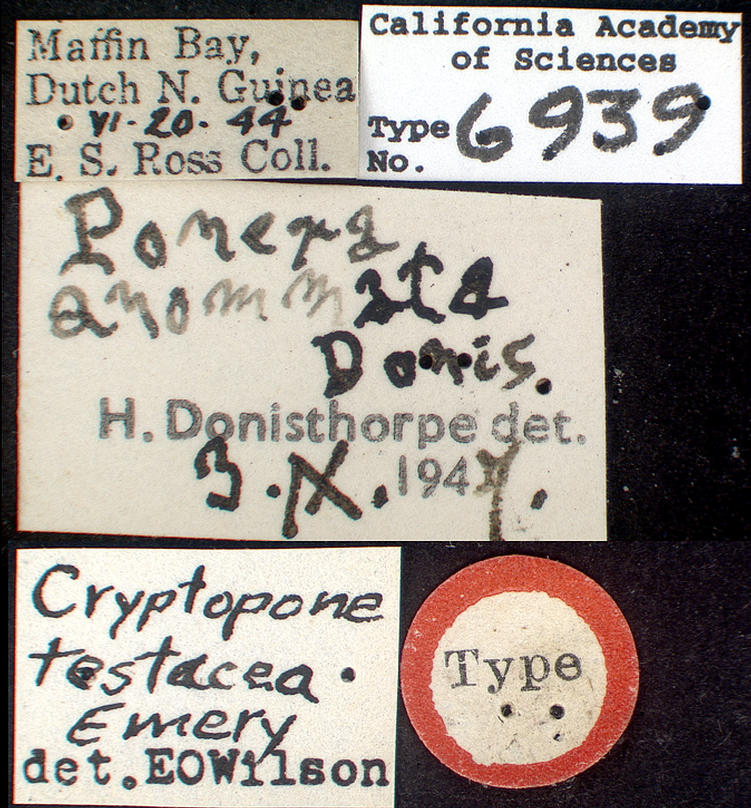
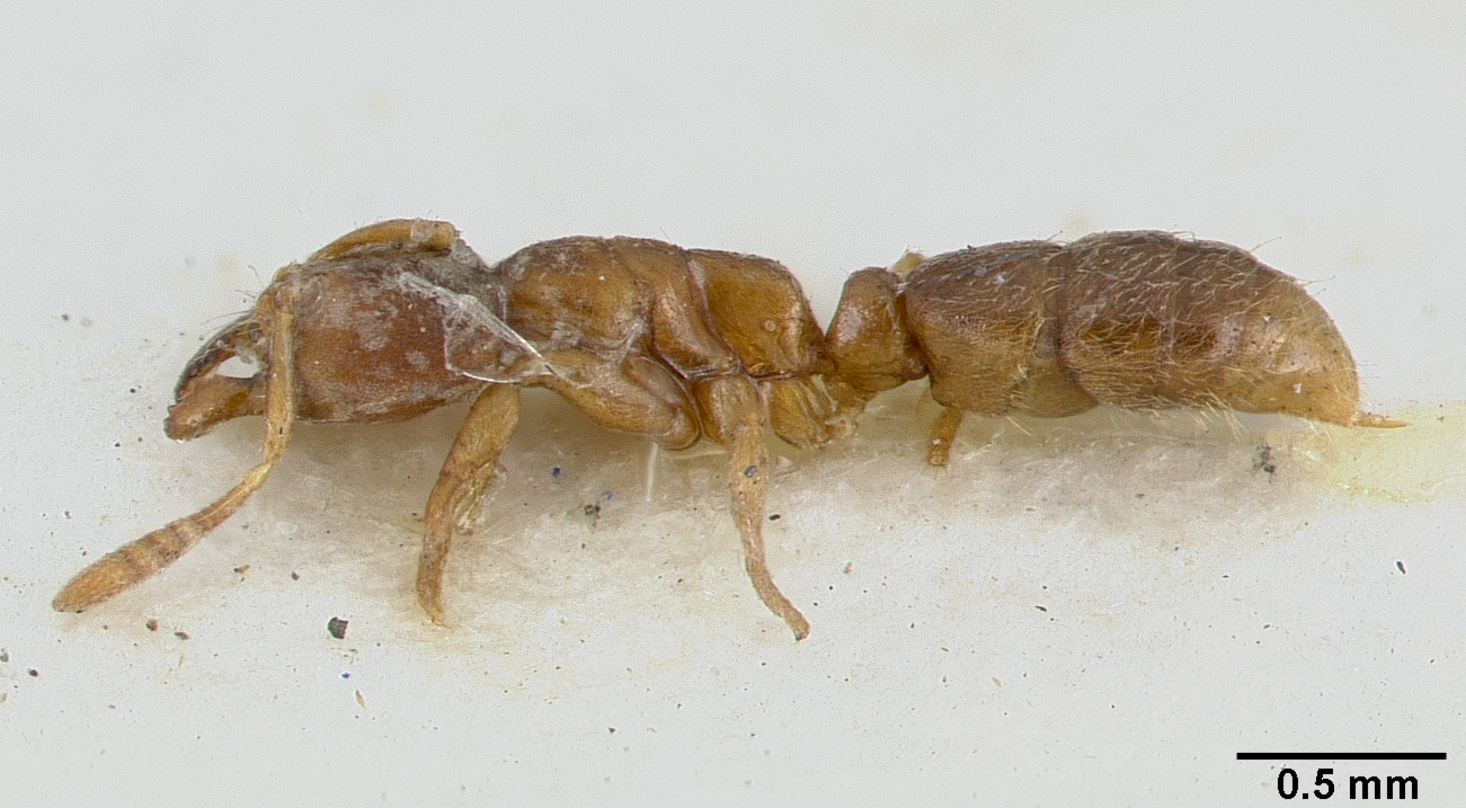
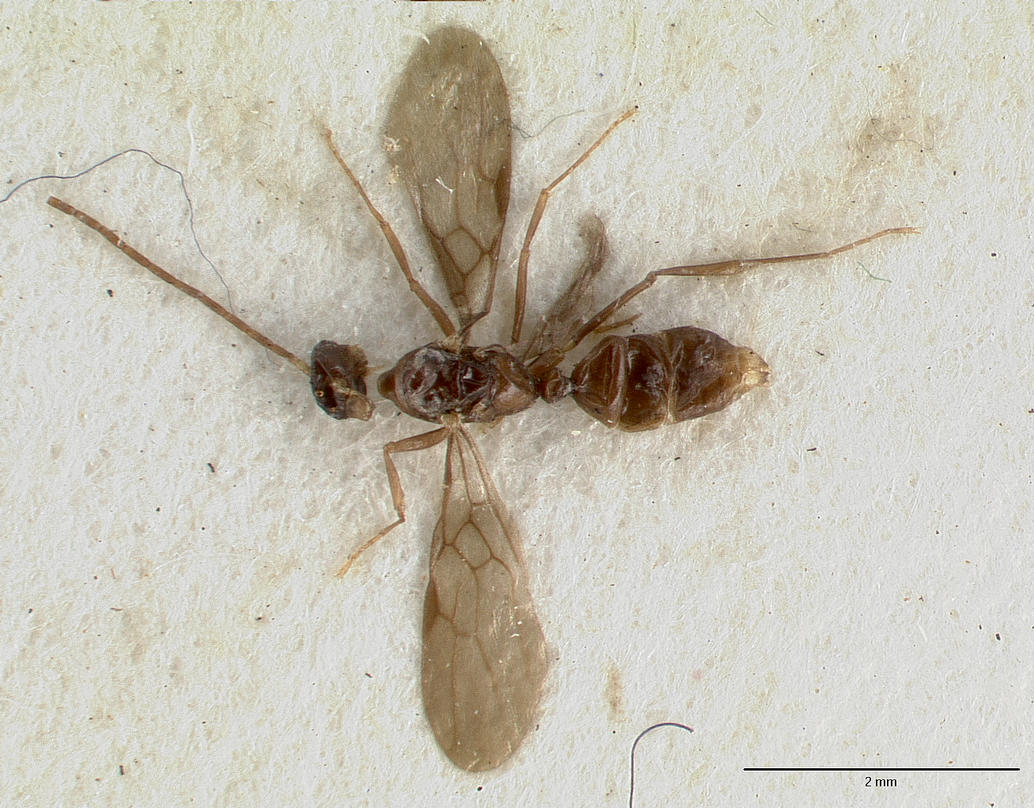
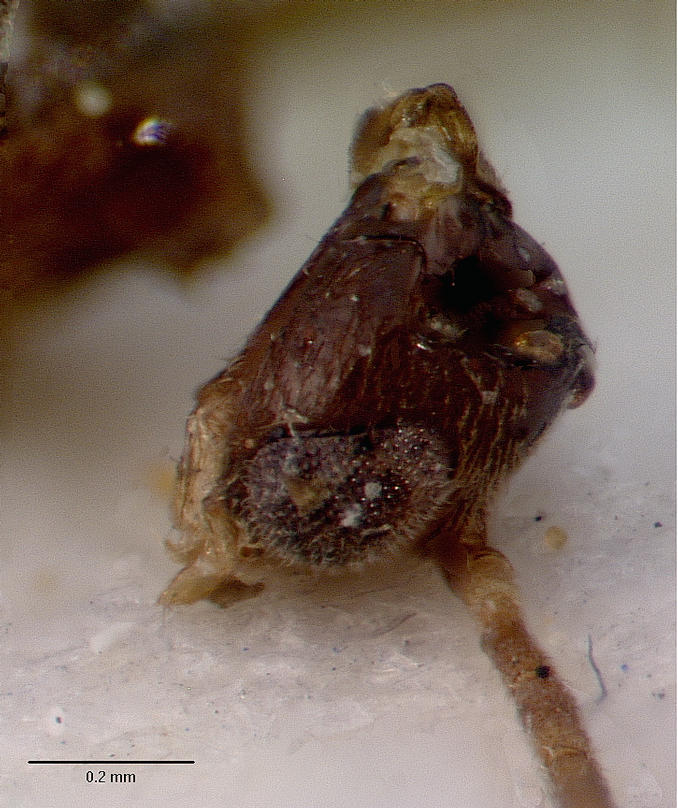